# Mustafá Mond
Mustafá Mond (Su Fordería Mustafá Mond, por su título completo) es un personaje de la novela Un mundo feliz (Brave New World), del inglés Aldous Huxley.
Mustafá Mond ostenta el cargo de interventor mundial de Europa Occidental. Fue él quien decidió enviar a una isla a Bernard Marx y a Helmholtz Watson como castigo por tener un exceso de personalidad, lo cual presentaba un misterio para ambos hasta que el inspector les aclaró que este hecho era lo mejor que podría pasarles, ya que iban a toparse con diferentes personas con su mismo estilo de pensamiento.
Mustafá Mond les relató en ese momento que él también se sentiría muy a gusto viviendo en una isla, en su momento le habían propuesto lo mismo, pero él optó por seguir sirviendo al estado como inspector en lugar de realizar el estudio de las ciencias físicas que tanto le interesaban.
Mustafá es una persona con gran nivel intelectual, comprende los beneficios de la sociedad así como es y lucha por su preservación, a pesar de saber que se están reprimiendo muchas bellezas de la antigua civilización como ser el arte, la ciencia, la religión, la familia y la literatura. Conoce a Dios, a Shakespeare, a los grandes escritores,   historiadores, filósofos, científicos y políticos del pasado, pero la estabilidad de la sociedad está en sus manos y no puede revelarlos. Era uno de los pocos en la sociedad que comprende las bondades de las bellezas perdidas en la sociedad actual, prohibidas al resto de la población, y  de ahí su nivel jerárquico dentro de la misma, pero al tiempo entiende y prefería el rechazo de las mismas a cambio del estado de tranquilidad y control en la cual esta estaba inmersa. Conserva el secreto porque prefiere un mundo feliz, aunque carezca de sentimientos, prefiere evitar al mundo los sufrimientos del pasado.
Cuando conoció a John entendió a la perfección los planteos que este le realizaba pero retrucó uno por uno indicando que, en caso de realizarse de la forma que este pretendía, estos destruirían la sociedad pacífica que se había generado, él mismo era un gran lector de diversos autores que John conocía y citaba en varias oportunidades, pero estos pasatiempos los debía hacer a escondidas.
- Datos: Q6034813